# Gesalech nyugati gót király
Gesalech, más írásmóddal Gesalich, Geisalich (? – 512) nyugati gót király 507-től 511-ig.

## Élete
II. Alarich halála után az ország egy része a király törvénytelen fiát, Gesalechet kiáltotta ki királyának. És bár Gesalechet féltestvére, Amalarich nagyapja, Theoderich keleti gót király is bitorlónak tekintette, ő a frankokkal és burgundokkal fölvette a harcot; de vereséget szenvedvén, Spanyolországba kényszerült menekülni. Mindamellett a frankok győzelme még nem volt teljes: Carcassonne és Arles sokáig tartották magukat, mígnem végre 510 elején megjelentek Galliában a keleti gótok hadai, melyek a háborúnak más fordulatot adtak. A keleti gótok véres csatában megölték Gesalichot és erre a nyugati gót birodalom Theodorichot ismerte el urának.